# الشاذلي العقبي (سياسي)
الشاذلي العقبي هو سياسي تونسي.

## السيرة الذاتية
أصبح الشاذلي مهندسا في 1891، وعين قائد-حاكم الوطن القبلي وسوق الإربعاء. ترأس أيضا جمعية الحبوس.

عين في 1926 في منصب شيخ مدينة تونس خلفا لخليل بوحاجب، وذلك حتى 1932.

## الحياة الخاصة
كان جده محمد الصغير العقبي أحد المقربين من الأمير عبد القادر الجزائري الذي عهد إليه بإدارة الجبهة الشرقية في الجزائر.

تزوج الشاذلي العقبي من الهناني، وهي ابنة محمد بن عمار، أحد ملاك الأراضي الأثرياء في مدينة تونس. الشاذلي العقبي هو والد المحامي المنصف العقبي وجد الكاتب الشاذلي العقبي.